# Шнакенбург
Шнакенбург (нім. Schnackenburg) — місто в Німеччині, розташоване в землі Нижня Саксонія. Входить до складу району Люхов-Данненберг. Складова частина об'єднання громад Гартов.
Площа — 23,70 км2. Населення становить 517 ос. (станом на 31 грудня 2021).